# Блатний Врх
Блатний Врх (словен. Blatni Vrh) — поселення в общині Лашко, Савинський регіон, Словенія. Висота над рівнем моря: 590,1 м. 